# Вулька-Надрибська
Вулька-Надрибська (пол. Wólka Nadrybska) — село в Польщі, у гміні Циців Ленчинського повіту Люблінського воєводства.
Населення — 98 осіб (2011).
У 1975-1998 роках село належало до Холмського воєводства.

## Демографія
Демографічна структура станом на 31 березня 2011 року:
|          | Загалом | Допрацездатний вік | Працездатний вік | Постпрацездатний вік |
| -------- | ------- | ------------------ | ---------------- | -------------------- |
| Чоловіки | 38      | 9                  | 25               | 4                    |
| Жінки    | 60      | 11                 | 38               | 11                   |
| Разом    | 98      | 20                 | 63               | 15                   |